# François Chanot
François Chanot (Mirecourt, 1788 - 1825), fou lutier, va ser l'inventor i creador d'un violí amb els riscles en forma de guitarra.

## Biografia
François Chanot, nascut a Mirecourt, era fill del violinista Joseph Chanot. Després de la seva formació escolar, però, no va voler fer-se càrrec de l'empresa familiar tradicional, sinó que va estudiar a l'École polytechnique de París. Es va convertir en enginyer naval i esperava una bona carrera. Durant la Restauració francesa, va ser alliberat del servei naval contra la seva voluntat el 1816 com a simpatitzant de Napoleó. Després es va incorporar a l'empresa del seu pare i va utilitzar els seus coneixements per fer canvis al violí fins llavors barroc. L'any 1819, Jean-Baptiste Vuillaume va ser aprenent de Chanot i més tard esdevingué ell mateix un important lutier.

## Mètode de construcció del violí Chanot
La idea de Chanot era construir un violí en el qual la veta de la fusta de la part superior fos el més llarga possible. Va simplificar la forma dels riscles del violí perquè s'assemblés més a una guitarra. La forma de les obertures acústiques (efes sonores) també es van simplificar per coincidir amb les línies de la veta de la fusta. Chanot també va prescindir d'un cordal per connectar les cordes a una placa o pont de banús, com passa a les guitarres.